# Cornelis Berkhouwer
Cornelis Berkhouwer (Alkmaar, 19 de març de 1919 - Alkmaar, 5 d'octubre de 1992) va ser un polític neerlandès.

## Trajectòria
Advocat de professió, entre 1956 i 1979 va ser membre de la Cambra de Representants dels Estats Generals. A partir del 1967 va començar a actuar a favor de la integració europea com a especialista en assumptes exteriors.
Va ser membre del Parlament Europeu entre 1963 i 1984, pel Partit Popular per la Llibertat i la Democràcia, que va formar part del grup Liberal Demòcrata al Parlament. Fins a juliol de 1979 va ser designat per la Cambra de Representants. Aquest any va ser elegit de forma directa al Parlament. Entre el 13 de març de 1973 i el 10 de març de 1975, es va exercir com a president de la institució parlamentària esmentada. També va ser vicepresident entre 1966 i 1969, i entre 1975 i 1979.